# Берхман, Александр Петрович
Александр Петрович Берхман (нем. Alexander Berchmann; 1785—1849) — генерал-лейтенант русской императорской армии, участник войн против Наполеона и подавления Польского восстания 1830—1831 годов.

## Биография
Родился 17 (28) февраля 1785 года в семье генерал-поручика Петра Фёдоровича Берхмана. Происходил из дворян Санкт-Петербургской губернии.
Получив домашнее образование, в 1802 году поступил на службу подпрапорщиком в лейб-гвардии Преображенский полк, с которым в 1805 году участвовал в походе в Австрию и сражался под Аустерлицем; 26 апреля 1806 года был произведён в прапорщики.
В 1806—1807 годах Берхман сражался с французами в Восточной Пруссии, участвовал в сражении под Гейльсбергом.
С 1810 года — член петербургской ложи «Елизаветы к добродетели».
В Отечественную войну 1812 года, в чине штабс-капитана, будучи полковым адъютантом, Берхман состоял при князе Багратионе и за отличие в сражении при Бородине был награждён орденом св. Владимира 4-й степени с бантом. В этом же сражении он был ранен ружейною пулею в левую ляжку. После смерти Багратиона, он был назначен состоять по особым поручениям при Кутузове и участвовал в сражениях при Тарутине, Малоярославце и Красном, причём за отличие, оказанное в этих сражениях, был награждён орденом Св. Анны 2-й степени с алмазными знаками. Вскоре после сражения под Красным, Берхман был прикомандирован к корпусу графа Платова и получил в свою команду отдельный отряд, с которым участвовал во всех делах последнего периода Отечественной войны. В сражении под Вильно он стремительно атаковал неприятельскую колонну и, почти уничтожив её, отбил у французов две пушки. За этот подвиг он был произведён в капитаны.
С открытием кампании 1813 года Берхман состоял в распоряжении начальника Главного штаба князя Волконского и участвовал в сражениях при Люцене, Бауцене, Дрездене и Кульме. За Люцен он 14 мая был награждён золотой шпагой с надписью «За храбрость», а за Кульм — особым прусским знаком Железного креста. Затем он был командирован в корпус Платова и участвовал в сражениях под Альтенбургом и под Лейпцигом.
Вместе с тем ему, как опытному партизану, давались поручения вполне самостоятельные, сопряженные с большой ответственностью и опасностью. Так, он открыл сообщение между русской главной армией и армией наследного принца шведского, за что был награждён шведским орденом Меча. После этого он восстановил связь корпуса Платова с баварской армиею (был награждён баварским орденом Св. Макса), а на обратном пути заставил сдаться на капитуляцию крепость Кенигсгофен, за что был награждён орденом Св. Георгия 4-го класса (№ 2756 по кавалерскому списку Григоровича — Степанова).
В 1814 году в составе корпуса Платова, Берхман участвовал в сражениях при Сезанне, Фер-Шампенуазе, Лаоне и Арси-сюр-Об, причём в последнем сражении отбил у французов одну пушку. Последним его подвигом в войну 1814 года было отбитие у неприятеля 405 пленных офицеров испанской службы по дороге от Парижа к Лаону, между Немуром и Монтажи, причём конвоировавшие испанцев 150 французов принуждены были сдаться ему в плен.
Помимо крупных дел, Берхман часто беспокоил французов своими лихими партизанскими налетами, отбивал у них всевозможные военные припасы и все время войны не терял противника из вида и доставлял в главную квартиру армии самые точные сведения о расположении и силах неприятеля.
За выдающуюся боевую службу в кампании 1814 года он был произведён в полковники и награждён орденами Св. Владимира 3-й степени, прусским Pour le Mérite и австрийским Св. Леопольда.
1 января 1816 года Берхман был назначен командиром пехотного короля прусского полка и командовал этим полком семь лет, причём довёл его до блестящего состояния. Произведённый 30 августа 1823 года в генерал-майоры, он 23 января следующего года был назначен командиром бригады, сначала в 12-й пехотной дивизии, а затем во 2-м пехотном корпусе.
Русско-турецкая война 1828—1829 годов снова вызвала Берхмана на боевое поприще. Назначенный командиром 2-й гвардейской пехотной бригады (Семёновский и Гренадерский полки), он прибыл к Варне и принял деятельное участие в осаде и покорении этой крепости, за что был награждён орденом Св. Анны 1-й степени.
В польской войне 1831 года на долю бригады Берхмана выпала самая ответственная задача в деле 9 мая, при Жолтках, где российские войска с трудом удержали за собою переправу через Нарев. За это сражение Берхман был награждён императорской короной к ордену Св. Анны 1-й степени. Затем, 25 и 26 августа Берхман участвовал в штурме передовых укреплений Варшавы и за отличие, оказанное им при этом, 18 октября был награждён золотой шпагой, украшенной бриллиантами, с надписью «За храбрость». Также он получил польский знак отличия за военное достоинство (Virtuti Militari) 2-й степени.
4 октября 1831 года Берхман был назначен командиром 5-й гвардейской пехотной бригады (в 3-й гвардейской пехотной дивизии), а 6 декабря 1833 года был произведён в генерал-лейтенанты. В 1834 году он был назначен начальником 1-й гренадерской дивизии, а в 1836 года членом генерал-аудиториата военного министерства и в этой должности пробыл до смерти.
Кроме перечисленных выше, Берхман имел ещё ордена: Св. Владимира 2-й степени (награждён в 1826 году), Белого Орла и прусский — Красного орла (1818 год).
Был женат на Марии Сергеевне Шкуриной (08.10.1786—09.02.1850), внучке В. Г. Шкурина; их дочь Екатерина умерла 29 мая 1845 года в возрасте 22 лет; 1 сентября 1827 года у них родился сын Николай.
Скончался 11 (23) января 1849 года в Санкт-Петербурге. Был похоронен на Волковом лютеранском кладбище.

## Награды
Российской империи:
- Орден Святого Владимира 4-й степени с бантом (1812)
- Орден Святой Анны 2-й степени (6 января 1813); алмазные украшения к ордену (?)
- Золотая шпага «За храбрость» (14 мая 1813)
- Орден Святого Георгия 4-й степени (10 декабря 1813)
- Орден Святого Владимира 3-й степени (28 марта 1814)
- Орден Святого Владимира 2-й степени (22 августа 1826)
- Орден Святой Анны 2-й степени (6 декабря 1828); императорская корона к ордену (25 июня 1831)
- Золотая шпага «За храбрость» с алмазами (18 октября 1831)
- Польский знак отличия за военное достоинство 2-й степени (1831)
- Знак отличия беспорочной службы за XXX лет (1837)

Иностранных государств:
- Знак отличия Железного креста (1813, королевство Пруссия)
- Орден Меча рыцарь I класса (1813, королевство Швеция)
- Военный орден Максимилиана Иосифа, рыцарский крест (1813, королевство Бавария)
- Австрийский императорский орден Леопольда, рыцарский крест (1813, Австрийская империя)
- Орден «Pour le Mérite» (1814, королевство Пруссия)
- Орден Красного орла 3-го класса (1818, королевство Пруссия)